# Walbertsweiler
Walbertsweiler is een plaats in de Duitse gemeente Wald (Hohenzollern), deelstaat Baden-Württemberg, en telt 643 inwoners (2008).

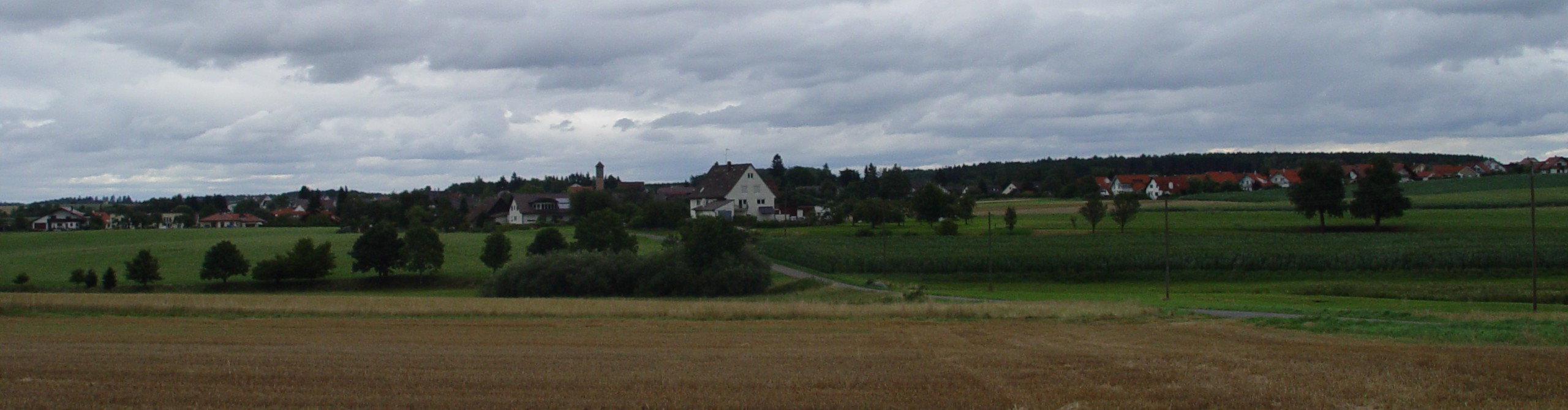
Panoramafoto vanuit het noordwesten, 2007